# (466832) 2015 BC215
(466832) 2015 BC215 es un asteroide perteneciente al cinturón de asteroides, descubierto el 22 de abril de 2012 por el equipo Spacewatch desde el Observatorio Nacional de Kitt Peak (Arizona, Estados Unidos).